# Olympische Jugend-Winterspiele 2016/Shorttrack
Bei den Olympischen Jugend-Winterspielen 2016 in Lillehammer fanden vom 14. bis 20. Februar 2016 insgesamt fünf Wettbewerbe im Short Track statt.

## Bilanz

### Medaillenspiegel
| Platz  | Land                 | Gold | Silber | Bronze | Gesamt |
| ------ | -------------------- | ---- | ------ | ------ | ------ |
| 1      | Südkorea             | 3    | 1      | –      | 3      |
| –      | Gemischte Mannschaft | 1    | 1      | 1      | 3      |
| 2      | Volksrepublik China  | 1    | 1      | 1      | 3      |
| 3      | Ungarn               | –    | 1      | 1      | 2      |
| 4      | Japan                | –    | 1      | –      | 1      |
| 5      | Bulgarien            | –    | –      | 1      | 1      |
| 5      | Deutschland          | –    | –      | 1      | 1      |
| Gesamt | Gesamt               | 5    | 5      | 5      | 15     |

### Medaillengewinner
| Disziplin     | Gold                                                  | Silber                                                     | Bronze                                                         |
| ------------- | ----------------------------------------------------- | ---------------------------------------------------------- | -------------------------------------------------------------- |
| Männer        |                                                       |                                                            |                                                                |
| 500 m         | Hong Kyung-hwan                                       | Kazuki Yoshinaga                                           | Ma Wei                                                         |
| 1000 m        | Hwang Dae-heon                                        | Ma Wei                                                     | Shaoang Liu                                                    |
| Frauen        |                                                       |                                                            |                                                                |
| 500 m         | Zang Yize                                             | Petra Jászapáti                                            | Katrin Manoilowa                                               |
| 1000 m        | Kim Ji-yoo                                            | Lee Su-youn                                                | Anna Seidel                                                    |
| Mixed         |                                                       |                                                            |                                                                |
| Mixed-Staffel | Ane By Farstad Kim Ji-yoo Stijn Desmet Quentin Fercoq | Petra Jászapáti Julia Moore Tjerk de Boer Kiichi Shigehiro | Katrin Manoilowa Anita Nagai Karlis Kruzbergs Kazuki Yoshinaga |

## Männer

### 500 m
| Platz | Land | Sportler         | Zeit     |
| ----- | ---- | ---------------- | -------- |
| 1     | KOR  | Hong Kyung-hwan  | 41,885 s |
| 2     | JPN  | Kazuki Yoshinaga | 41,969 s |
| 3     | CHN  | Ma Wei           | 42,129 s |
| 4     | BEL  | Stijn Desmet     | 42,716 s |
| 5     | RUS  | Pawel Sitnikow   | 42,731 s |
| 6     | FRA  | Quentin Fercoq   | 43,032 s |

Datum: 16. Februar

### 1000 m
| Platz | Land | Sportler         | Zeit                    |
| ----- | ---- | ---------------- | ----------------------- |
| 1     | KOR  | Hwang Dae-heon   | 1:28,022 min            |
| 2     | CHN  | Ma Wei           | 1:28,082 min            |
| 3     | HUN  | Shaoang Liu      | 1:28,187 min            |
| 4     | JPN  | Kiichi Shigehiro | 1:28,718 min            |
| 5     | HUN  | András Sziklási  | 1:29,324 min            |
| 6     | JPN  | Kazuki Yoshinaga | 1:41,778 min (B-Finale) |

Datum: 14. Februar

Teilnehmer aus deutschsprachigen Ländern:

12.  Moritz Kreuseler: 1:43,506 min (D-Finale)

## Frauen

### 500 m
| Platz | Land | Sportler           | Zeit                |
| ----- | ---- | ------------------ | ------------------- |
| 1     | CHN  | Zang Yize          | 46,648 s            |
| 2     | HUN  | Petra Jászapáti    | Keine Zeit          |
| 3     | BUL  | Katrin Manoilowa   | 46,337 s (B-Finale) |
| 4     | RUS  | Angelina Tarassowa | 47,861 s (B-Finale) |
| 5     | JPN  | Shione Kaminaga    | 47,916 s (B-Finale) |
| 6     | GER  | Anna Seidel        | 45,857 s (C-Finale) |

Datum: 16. Februar

### 1000 m
| Platz | Land | Sportler        | Zeit                    |
| ----- | ---- | --------------- | ----------------------- |
| 1     | KOR  | Kim Ji-yoo      | 1:34,041 min            |
| 2     | KOR  | Lee Su-youn     | 1:34,118 min            |
| 3     | GER  | Anna Seidel     | 1:34,323 min            |
| 4     | HUN  | Petra Jászapáti | 1:34,431 min            |
| 5     | CHN  | Zang Yize       | 1:41,596 min (B-Finale) |
| 6     | NED  | Gioya Lancee    | 1:42,289 min (B-Finale) |

Datum: 14. Februar

## Mixed

### Teamstaffel
| Platz | Land                 | Sportler                                                       | Zeit     |
| ----- | -------------------- | -------------------------------------------------------------- | -------- |
| 1     | Gemischte Mannschaft | Ane By Farstad Kim Ji-yoo Stijn Desmet Quentin Fercoq          | 4:14,413 |
| 2     | Gemischte Mannschaft | Petra Jászapáti Julia Moore Tjerk de Boer Kiichi Shigehiro     | 4:14,495 |
| 3     | Gemischte Mannschaft | Katrin Manoilowa Anita Nagai Karlis Kruzbergs Kazuki Yoshinaga | 4:17,181 |

Datum: 20. Februar